# Brachyhelicoon xylogenum
Brachyhelicoon xylogenum är en svampart som beskrevs av G. Arnaud 1952. Brachyhelicoon xylogenum ingår i släktet Brachyhelicoon, divisionen sporsäcksvampar och riket svampar.   Inga underarter finns listade i Catalogue of Life.